# Дакия (римская провинция)
Римская Дакия (лат. Dacia Romana) — римская провинция, образованная в 101—106 гг. императором Траяном после завоевания римлянами центральной части территории историко-географической области Дакии, до этого населённой индоевропейским народом даками. Представляла в основном сырьевой придаток империи (добыча золота, серебра, железных руд в Карпатах), провинция достигла наивысшего расцвета во второй половине II века, когда были основаны римские города, проложена сеть дорог, а основная масса автохтонного населения подверглась интенсивной античной романизации. Столицей провинции был город Сармизегетуза. В III веке начался упадок империи, ослабление её экономического и военного могущества. Римская Дакия официально прекратила своё существование в 272 году, однако некая определённая романоязычная общность сохранилась в сельской местности Дакии (позднее Трансильвании) на протяжении всего средневекового периода.

## Предыстория
Следует отличать компактную провинцию Римскую Дакию от более широкой историко-географической области Дакия, так как далеко не вся территория последней была непосредственно подчинена римлянами. Римская Дакия занимала лишь часть территории Дакии и соответственно часть территории современной Румынии. Римская Дакия включала следующие современные области Румынии: Трансильвания (Ардял), Банат, Олтения, а также юго-восточная Венгрия. Хотя по некоторым данным, в том числе и картографическим, около 120 года. Римская империя кратковременно контролировала большую часть территории Дакии, включая Мунтению, южную треть Молдавии и Бессарабии. Во времена Римской империи к Дакии причисляли обширные горные и равнинные земли, прилегающие к северу Балканского полуострова, располагавшиеся между Тисой, Дунаем, Днестром и Карпатами. Дакия стала единственной римской провинцией, расположенной к северу от Дуная, который до момента завоевания рассматривался как естественная северная граница империи. Поэтому Дакия имела большое военно-стратегическое и экономическое значение для Рима как важный восточный форпост империи.

### Римское завоевание
Коренные обитатели этой области даки причислялись к фракийско-гетскому племени и имели индоевропейское происхождение. Кроме них на периферии области в доримское и римское время проживали также сарматы, скифы, геты и др. Частыми набегами, особенно под предводительством Децебала при императоре Домициане, они тревожили римские границы.
В 85—88 годах шли так называемые Дакийские войны Домициана, которые не смогли лишить первобытнообщинных даков суверенитета.
Позднее император Траян решил прибегнуть к истребительной войне для окончательного подчинения Дакии. В двух походах (101—102 и 105—107) даки были разбиты, их главный город Сармизегетуза был взят, 500 тысяч пленных даков были проданы в рабство. На захваченную территорию Дакии хлынуло множество римских колонистов, большая часть страны была превращена в римскую провинцию со значительным количеством римских колоний.
Из-за своего окраинного положения жизнь в Римской Дакии была далека от средиземноморской идиллии римских вилл Италии, Испании или Прованса. Постоянно вспыхивали восстания непокорённых дакских племён против римского владычества; позднее усиливается натиск мигрирующих групп скифского и германского происхождения. Приблизительно 100 лет из неполных 170 лет своего существования Римская Дакия была охвачена восстаниями, которые римские войска могли подавлять. Провинция существовала в условиях постоянного военного положения.

## Жизнь и экономика
Богатые месторождения золота были одной из причин завоевания территории Дакии. Как показывают данные, собранные на основе имён колонистов, провинция была колонизована переселенцами со всего римского мира, но основную массу составляли, по-видимому, отставные воины из северной и центральной Италии, которые привозили жен из своих родных мест. На Колонне Траяна на барельефах показано, как даков скорбно уводят из страны. Автохтонное население было в большом количестве обращено в рабов и продано в другие провинции Римской империи: по данным позднеантичного автора Иоанна Лида, ссылавшегося на военного медика Траяна Тита Статилия Критона, римлянами тогда было взято около 500 тыс. военнопленных. «Свободные даки» ушли в горы и в северные местности от Карпатских гор, на территорию нынешней Украины и Белоруссии. Очень интенсивной романизации за относительно небольшой промежуток времени подверглось пришедшее население из других провинций. По различным оценкам, романоязычное население Дакии составляло около 1 млн человек на конец римского правления. Народная латынь взяла на себя роль лингва франка региона. Лингвистический анализ румынского языка показывает, что вместе с римлянами в Дакию проникло и раннее христианство, хотя нероманизированные регионы, по-видимому, оставались языческими гораздо дольше. Из-за удалённости области субстратное влияние автохтонной культуры и языка на жизнь провинции было значительным. Наиболее известными римскими городами Дакии были: столица Сармизегетуза, Дробета, Апулум, Поролиссум, Ромула, Напока и другие, расположенные преимущественно в холмистой и горной области Карпат. Большинство из них было возведено на месте более ранних поселений даков. Находясь в окружении варварских племён, Римская Дакия постоянно подвергалась нападениям. В 271 году римский император Аврелиан принял решение эвакуировать на правый берег Дуная римские войска и гражданское население, где на территории Мёзии и Фракии были созданы две новые правобережные провинции: Дакия Прибрежная (лат. Ripensis) и Дакия Внутренняя (лат. Mediterranea).

## Этнография
В левобережной Дакии, которую кратковременно занимали готы, вандалы, гепиды, карпы, сарматы, очевидно, осталась и часть прежнего романизированного населения. Римская эвакуация, несмотря на её задокументированную планомерность и целенаправленность, вероятно, затронула лишь римские войска, а также римскую городскую верхушку. Римские города приходят в упадок, римская топонимика исчезает полностью, латинский алфавит выходит из употребления. Основным занятием оставшихся романцев становится отгонное скотоводство, в первую очередь овцеводство. Несмотря на уход римских войск и упадок городов, часть довольно многочисленного романоязычного населения, по-видимому, сохранилась и к северу от Дуная. Косвенным доказательством того, что большая часть романского населения осталась в Северной Дакии, служит тот факт, что после эвакуации в новообразованной Южной Дакии действительно учащается использование латинского языка, однако число колонистов было невелико, и в настоящее время этот регион является практически полностью славянским.
По причине сохранения романоязычных жителей к северу от Дуная процессы языковой романизации, скорее всего, продолжались здесь и после роспуска римской государственности. Более того, до пришествия славян местное романоязычное население сохраняет некоторые контакты с Италией в III—V веках, а потому зона распространения народной латыни к северу от Дуная даже продолжает расширяться. Под влиянием дакийского субстрата происходит становление так называемой балканской латыни — местного романского идиома — родного языка дако-римлян. Между III и V веками потомков жителей территории бывшей Римской Дакии можно условно именовать дако-римлянами (по аналогии с галло-римлянами), а их ареал — Дакороманией. Экономико-материальный и культурный уровень провинции падают и долгое время остаются на очень низком уровне. Особенностями дако-римского ареала являются полная деградация городских римских поселений и соответственно полная утрата традиций классической римской античности. Подтверждает это и лексический анализ исконных единиц: из всей богатой латинской лексики, относящейся к урбанизации, румынский унаследовал только четате < civitate(m), но и то в изменённом значении крепость. Позднее валашская культура сформировалась уже на основе смешения православных греко-славянских традиций с заметными венгерскими и тюркскими влияниями.

## Средние века и современность
В VI—X веках романоязычные валахи интенсивно контактировали с мигрировавшими славянскими племенами, а после XII века ядро романоязычной Дакии (Трансильвания) было надолго покорено венграми. Ныне центральная территория Дакии расположена в пределах республики Румыния, ряд периферийных регионов — в составе Сербии, Венгрии, Украины и Молдавии.